# Desvío Gobernador Lista
El Desvío Gobernador Lista es un desvío/apartadero,  antigua estación del ramal ferroviario que une la mina de carbón de Río Turbio con el puerto de Punta Loyola, cerca de Río Gallegos, en el departamento Güer Aike de la Provincia de Santa Cruz (Argentina). A principios de los años 1990 aparecía en los listados como «ex estación a desmantelar». A dos kilómetros (199) se ubicaba un campamento para el mantenimiento de la vía.
La estación se inauguró en el año 1951, y se llamó originalmente Kilómetro 201. El nombre fue puesto en honor a Ramón Lista, militar y explorador argentino que recorrió la Patagonia y el norte Argentino. Fue, además el segundo gobernador del Territorio Nacional de Santa Cruz.
La instalación forma parte del Ramal Ferro-Industrial de Río Turbio, que une la mina de Río Turbio, en la Cordillera de los Andes y cercana al límite con Chile, con el puerto de Punta Loyola, en cercanías de Río Gallegos. Se trata de un ramal de trocha angosta (750 mm) perteneciente a YCF (Yacimientos Carboníferos Fiscales, actual YCRT) y funciona actualmente sólo para el transporte de carbón.